# مارسيل ديب
مارسيل ديب (10 أغسطس 1960

 في مرسيليا) (بالفرنسية: Marcel Dib)‏ لاعب كرة قدم فرنسي معتزل كان يجيد اللعب في خط الوسط.
لعب ديب في أندية سانت مارسيل (1974-1975) مارتيغ (1975-1978) كانتون مرسيليا (1978-1980) طولون (1980-1985) موناكو (1985-1993) بوردو (1993-1994) مرسيليا (1994-1996).
ساهم ديب في تتويج نادي موناكو ببطولة دوري الدرجة الأولى موسم 1987/1988 وبطولة كأس فرنسا 1990/1991.
شارك ديب مع منتخب فرنسا في 6 مباريات دولية من دون أن ينجح في تسجيل أي هدف في الفترة من 1988 إلى 1990.

## روابط خارجية
- مارسيل ديب على موقع قاعدة بيانات كرة القدم.إي يو (الإنجليزية)
- مارسيل ديب على موقع ليكيب (الفرنسية)
- مارسيل ديب على موقع ناشيونال فوتبول تيمز (الإنجليزية)
- مارسيل ديب على موقع عالم كرة القدم.نت (الإنجليزية)